# وفيات 2000
قائمة بأشخاص بارزين رحلوا في سنة 2000.
|  |

## وفيات يناير
11
- أنور أبو سحلي، 80، قانوني مصري.

19
- بتينو كراكسي، 65، رئيس وزراء إيطالي سابق.

21
- صائب سلام، 95، رئيس وزراء لبناني سابق.

## وفيات فبراير
2
- عدنان بركات، 64، ممثل سوري.

5
- حسين المحضار، 69، شاعر يمني.

12
- تشارلز شولز، 77، رسام كاريكاتور أمريكي مبتكر شخصية سنوبي.

15
- شفيق جلال، 71، مغني مصري.
- أحمد سيف ثابت، 59، شاعر يمني.

16
- محمد فوزي حاخوا، 84، قائد عسكري مصري.

22
- حسام الدين مصطفى، 73، مخرج مصري.

23
- ستانلي ماثيوس، 85، لاعب كرة قدم إنجليزي.

27
- السيد سابق، 85، فقيه مصري.

## وفيات مارس
4
- سعيد حمو، 80، قائد عسكري عراقي.

20
- التيجاني هدام، 78، وزير جزائري.

22
- محمد مصطفى بازامه، 76، مؤرخ ليبي.
- كارلو بارولا، 78، لاعب كرة قدم إيطالي.

## وفيات أبريل
6
- الحبيب بورقيبة، 96، رئيس تونس الأسبق.

10
- رابح بيطاط، 74، رئيس الجزائر الأسبق.

## وفيات مايو
10
- ريمون إده، 86، سياسي لبناني.

21
- محمود الزعبي، 64، رئيس وزراء سوري سابق.

24
- مشاري بن عبد العزيز آل سعود، 68، أحد الأمراء الأحرار سعودي.

## وفيات يونيو
10
- حافظ الأسد، 69، رئيس سوريا الأسبق.

15
- الهادي المبروك، 78، وزير خارجية تونسي.

16
- الإمبراطورة كوجون، 97، إمبراطورة اليابان السابقة.

24
- حنا بطاطو، 73، مؤرخ فلسطيني.

## وفيات يوليو
5
- الحافظ خليل، 79، قارئ عراقي.

9
- سلوى سعيد، 65، ممثلة سورية

24
- أحمد شاملو، 74، صحفي إيراني.

## وفيات أغسطس
5
- أليك غينيس، 86، ممثل إنجليزي.
- مصطفى متولي، 50، ممثل مصري.

9
- فؤاد سراج الدين، 89، سياسي مصري.

11
- طلال مداح، 60، مغني سعودي.

12
- قسطنطين زريق، 91، مؤرخ سوري

## وفيات سبتمبر
4
- إبراهيم الحجار، 78، مغني مصري.

10
- حسيب يوسف، 63، مخرج فلسطيني.

14
- حمد الجاسر، 90، باحث سعودي.

28
- بيير ترودو، 80، رئيس وزراء كندا الأسبق.

## وفيات أكتوبر
11
- سيريمافو باندرانايكا، 84، رئيسة وزراء سريلانكا.

13
- بدر نوفل، 71، ممثل مصري.

28
- سعد مأمون، 78، قائد عسكري مصري.

## وفيات نوفمبر
15
- بييرو باسيناتي، 90، لاعب كرة قدم إيطالي.

## وفيات ديسمبر
1
- إبراهيم عيسى، 73، شاعر مصري.

18
- عبد القادر برمدا، 89، سياسي سوري

26
- ليلى يسري، 66، ممثلة مصرية.
- جيسون روباردس، 78، ممثل أمريكي.